# Yumi Kimura
Pour les articles homonymes, voir Kimura.
Yumi Kimura (木村 弓, Kimura Yumi), parfois orthographié Youmi Kimura est une chanteuse et compositrice japonaise, née à Osaka au Japon.

Elle devint célèbre en 2001 grâce à sa chanson Rêvons toujours les mêmes rêves aimés (いつも何度でも, Itsumo nandodemo), musique de fermeture du film d'animation de Hayao Miyazaki : Le Voyage de Chihiro.
En 1997, Kimura fut tellement émue par le film de Miyazaki, Princesse Mononoké, qu'elle lui écrivit une lettre, en y joignant une copie de son album. Miyazaki lui répondit et lui fit part d'un de ses projets de film : Rin, le ramoneur (煙突描きのリン, Entotsu-kaki no Rin).
Espérant que Miyazaki utilise une de ses chansons pour ce film, Kimura écrivit une nouvelle chanson intitulée Itsumo nandodemo. Miyazaki fut intéressé par la chanson, mais le projet Rin fut abandonné.
Plus tard, Miyazaki, qui travaillait sur son nouveau projet Le Voyage de Chihiro, réécouta la chanson de Kimura. Pendant toute la production, il fut obnubilé par cette chanson. Ce n'est que plus tard qu'il se rendit compte que la chanson correspondait parfaitement à la situation finale du film.
Kimura travailla également avec Miyazaki pour le film Le Château ambulant.